# Рейснер, Марина Львовна
Марина Львовна Рейснер (род. 2 января 1954, Москва) — советский и российский востоковед, иранист, профессор по кафедре иранской филологии ИСАА МГУ, доктор филологических наук (1996), профессор .

## Биография
Родилась в семье востоковеда Льва Игоревича Рейснера, внучка И. М. Рейснера. Род Рейснеров — померанского происхождения, известен в Европе с XV века.
В 1976 году окончила Институт стран Азии и Африки при МГУ им. М. В. Ломоносова. В 1980 году защитила кандидатскую диссертацию на тему: «Основные этапы развития газельной лирики на фарси в Х-ХIV вв.». Работает в МГУ с 1980 года, доцент (1991).
В 1996 году защитила докторскую диссертацию «Персидская касыда в домонгольский период: XI — начало ХIII в. Генезис и эволюция». Профессор кафедры иранской филологии Института стран Азии и Африки (с 1999), звание профессора присвоено в 2001 году. Заслуженный профессор Московского университета (2012).
Читает курсы «Историческая реальность в персидской классической поэзии: чтение текстов, перевод, интерпретация», «История литературы Ирана», «Введение в иранскую филологию», «Восточная поэтика», «Развитие жанров персидской классической поэзии», «Эволюция персидской классической газели: Х-ХIV вв.», «Эволюция персидской классической касыды: X — начало ХIII в.».
Область научных интересов: история литературы Ирана в Средние века.

## Основные работы
Монографии
- Эволюция классической газели на фарси (X—XIV века). — М., 1989.
- История литературы Ирана в Средние века. IX–XVII вв. — М., 2009.
- Персидская религиозно-мистическая поэзия в Иране XI–XV вв. — М., 2015.

Учебные пособия
- «История литературы Ирана в послемонгольское время. XIII—XVII вв.» (соавт., 1996).
- «Персидская религиозно-мистическая поэзия в Иране XI—XV вв.» (2015).

Статьи
- Рейснер М. Л. О некоторых процессах развития газельной лирики на фарси в x-xiv вв // Вестник Московского университета. Серия 13. Востоковедение. — 1980. — № 1. — С. 25-34.
- Рейснер М. Л. К проблеме сравнительного изучения иранской и арабской поэтики (характеристика категории «тахаллус // Вестник Московского университета. Серия 13. Востоковедение. — 1983. — № 4. — С. 54-64.
- Рейснер М. Л. Газель в системе категорий классической иранской поэтики (xi-xv вв.) // Вестник Московского университета. Серия 13. Востоковедение. — 1986. — № 3. — С. 32-40.
- Рейснер М. Л. О характере любовной символики в поэтических произведениях Абдаллаха Ансари (xi в.) // Вестник Московского университета. Серия 13. Востоковедение. — 1992. — № 1. — С. 46-54.
- Рейснер М. Л. Рудименты календарного мифа и ритуала в персидской касыде x- xi вв // Восток. Афро-Азиатские общества: история и современность. — 1994. — № 4. — С. 61-69.
- Рейснер М. Л. Касыда в системе категорий классической иранской поэтики xi-xv вв // Вестник Московского университета. Серия 13. Востоковедение. — 1994. — № 3. — С. 3-11.
- Рейснер М. Л. Генезис и эволюция персидской касыды (x — начало xiii в.) // Вестник Российского гуманитарного научного фонда. — 2000. — № 1. — С. 140—147.
- Рейснер М. Л. Метод аллегорического комментирования Корана (та’вил) и символический язык персидской поэзии xi-xii вв // Вестник Московского университета. Серия 13. Востоковедение. — 2003. — № 4. — С. 96-110.
- Рейснер М. Л. Насир-и Хусрав (1003/4-1077): поэзия как проповедь // Вестник Московского университета. Серия 13. Востоковедение. — 2004. — С. 150—164.
- Рейснер М. Л. Утверждение единобожия (таухид) в персидской классической литературе: от религиозного концепта к поэтической теме // Вестник Московского университета. Серия 13. Востоковедение. — 2010. — № 4. — С. 3-16.
- Рейснер М. Л. Дидактика любви»: «Десять писем» в поэме Гургани "Вис и Рамин (xi в.) // Вестник Московского университета. Серия 13. Востоковедение. — 2012. — № 2. — С. 55-67.
- Рейснер М. Л. Лирические вставки в персидском любовно-романическом эпосе xi-xiii вв.: генезис и жанровые функции // Вестник Московского университета. Серия 13. Востоковедение. — 2013. — № 1. — С. 49-61.
- Рейснер М. Л. Кораническая история Йусуфа в персидской поэтической классике x — xv веков (лирический мотив и романический сюжет) // Вестник Московского университета. Серия 13. Востоковедение. — 2014. — № 4. — С. 4-16.
- Рейснер М. Л. Сны в персидской касыде xi- xii вв.: типы и функции // Ученые записки Худжандского государственного университета им. академика Б. Гафурова. Серия гуманитарно-общественных наук. — 2016. — № № 3 (48). — С. 58-69.
- Рейснер М. Л. Жанровые типы рамочных текстов в персидской классической поэзии (x-xv вв.) // Восток. Афро-азиатские общества: история и современность. — 2017. — № № 5. — С. 117—128.